# Iolanda de Bretanya

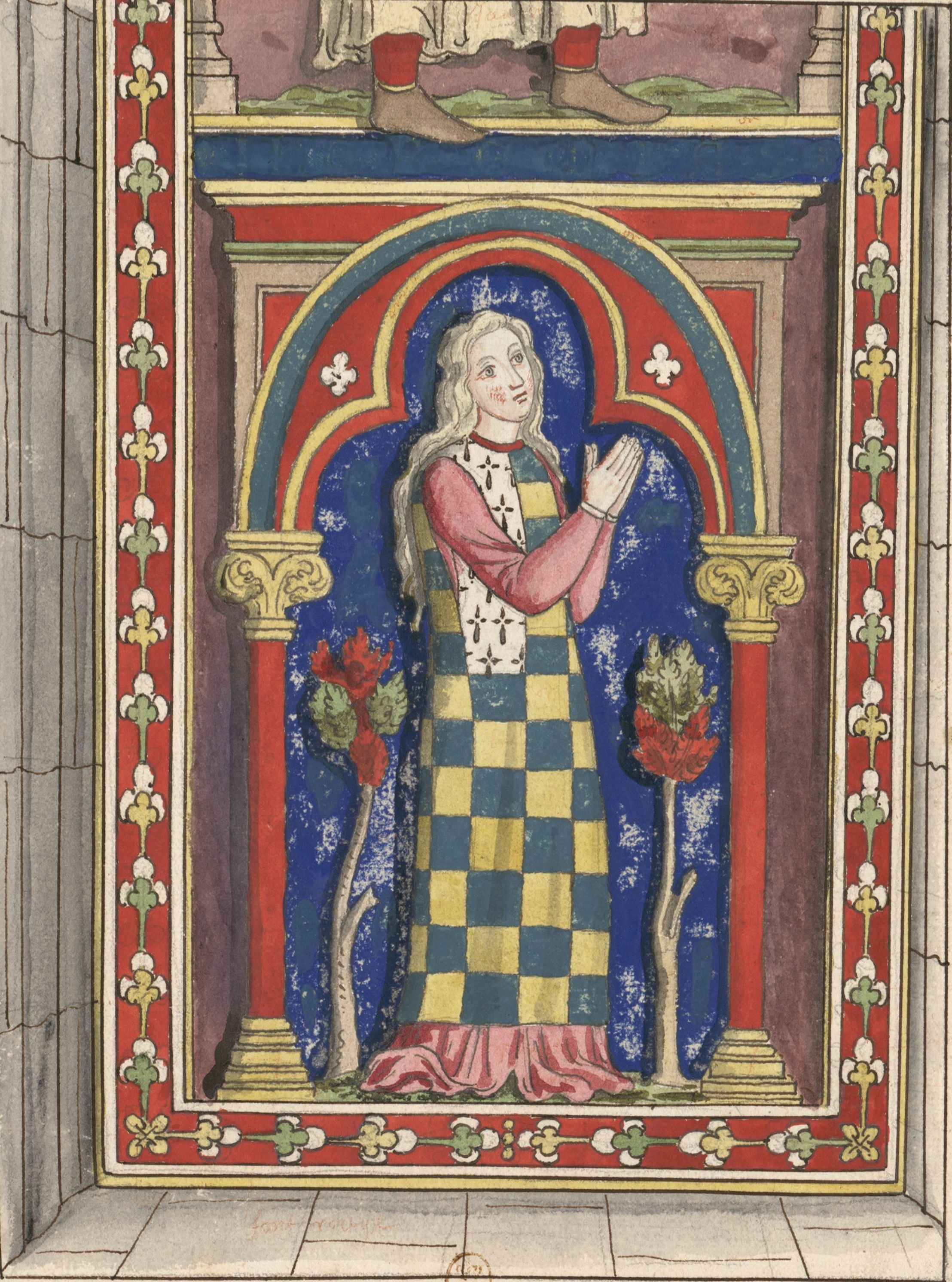
Iolanda de Dreux

Iolande de Bretanya o Iolanda de Dreux (també Violant de Bretanya o Violant de Dreux) (1218 - 10 d'octubre de 1272), comtessa de Penthièvre i de Porhoët, fou una princesa bretona, filla de Pere I Mauclerc, Duc de Bretanya, i d'Alix de Thouars, duquessa de Bretanya.
El 1226, a l'edat de set anys, fou promesa al rei Enric III d'Anglaterra però es va casar finalment al germanastre d'aquest, Hug XI de Lusignan. Per aquest matrimoni va esdevenir comtessa de la Marca (la Marca Llemosina) i d'Angulema. Entre 1250 i 1256 fou la regent dels comtats dels dos citats comtats en nom del seu fill menor, Hug XII de Lusignan.

## Família
Yolande va néixer a Dreux al final de l'any 1218. Era la filla única de Pere I Mauclerc, i d'Alix de Thouars, duquessa de Bretanya. Tenia dos germans: el gran Joan (1217-1286), que fou duc de Bretanya sota el nom de Joan I a la mort de la seva mare el 1221. El petit, Artur va néixer el 1220 però no va viure més que fins al 1224. Els avis paterns de Iolanda foren el comte Robert II de Dreux i Iolanda de Coucy, els seus avis materns foren Guiu de Thouars i Constància de Bretanya.
Iolanda tenia també un germanastre, Oliver de Braine, fill de la segona esposa de Pere I Mauclerc, Margarida de Montaigu, dama de La Garnache i de Commequiers després de Machecoul (1188/90-desrprès de 1241) o (de manera més versemblant) d'una desconeguda denominada Nicolaua (morta el 6 de febrer de 1232, amant o esposa de la qual s'ignora l'origen). Oliver de Braine va heretar la senyoria de Machecoul (va esdevenir així Oliver I de Machecoul i va fundar la branca familiar de Machecoul).

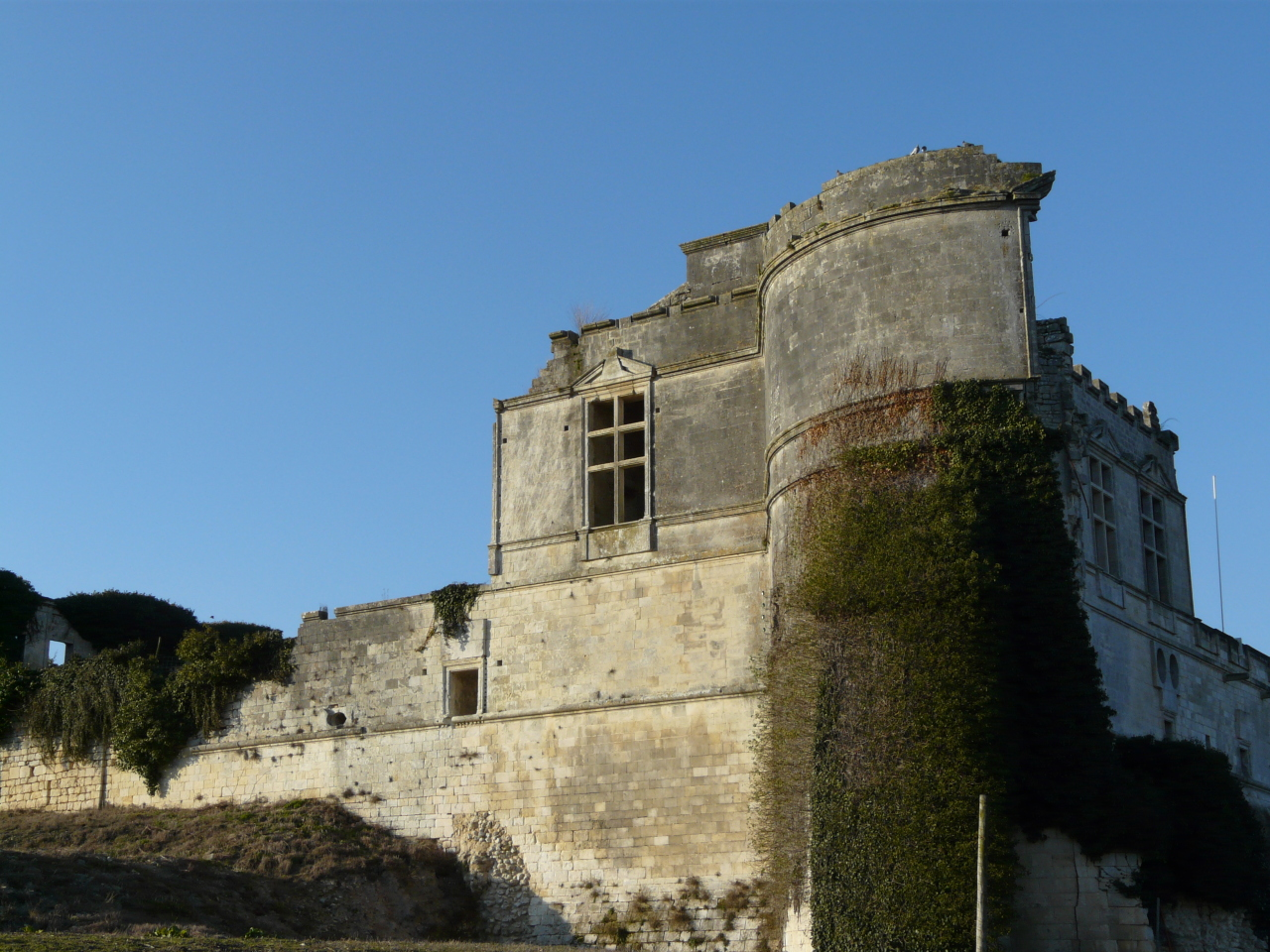
Ruïnes del castell de Bouteville

El 1236 en ocasió del seu matrimoni, Iolanda va rebre en dot el títol de comtessa de Penthièvre, de senyora de la Fère-en-Tardenois, de Chailly, i de Longjumeau. El seu germà, el duc Joan I, la va titular comtessa de Porhoët.

## Esposalles, matrimoni i descendència
Yolande va ser promesa nombroses vegades a grans senyors:
- El 1226, a l'edat de set anys, fou promesa al rei Enric III d'Anglaterra. Per una carta datada del 19 d'octobre de 1226, el rei confirma les seves esposalles amb Jolentam filiam Petri ducis Brittanniae i comitis Richemundiae.[3] El matrimoni no va tenir lloc, i el rei esposa finalment Elionor de Provença.
- Les segones esposalles van tenir lloc el març de 1227. Iolande fou llavors promesa a Joan de França, comte d'Anjou, fill del rei Lluís VIII de França. Les esposalles foren trencades.
- Les terceres esposalles van tenir lloc el 1231. Iolanda fou promesa a Teobald IV de Xampanya. Com va ser el cas en el moment de les esposalles precedents, el matrimoni no va ser efectiu.

El gener 1236, Iolanda es va casar finalment amb Hug XI de Lusignan que succeirà al seu pare el 1249 en tant que comte de la Marca i d'Angulema. D'aquesta unió van néixer set fills:
- Hug XII de Lusignan, comte de la Marca i d'Angulema (mort després del 25 d'agost de 1270), casat el 29 de gener de 1254 amb Joana de Fougères, senyora de Fougères amb qui va tenir sis fills. Va morir durant la vuitena croada.
- Guiu de Lusignan, (mort el 1288 o 1289), senyor de Cognac, d'Archiac, i de Couhé; senyor de la Fère-en-Tardenois.
- Geoffroy de Lusignan (mort el 1264).
- Alícia de Lusignan (morta el maig de 1290), casada el 1253 amb Gilbert de Clare, sisè comte de Gloucester, amb qui va tenir dues filles.
- Maria de Lusignan (1242 - després de l'11 de juliol de 1266), casada amb Robert de Ferrers, sisè comte de Derby. Morta sense descendència.
- Isabel de Lusignan, Dama de Belleville (1248–1304), casada a Maurici de Belleville.
- Iolande de Lusignan (morta el 10 de novembre de 1305), casada amb Pere I, senyor de Preaux.

El 6 d'abril de 1250, el seu marit va morir durant la setena croada en el moment de la batalla de Fariskur a Egipte. Iolande fou llavors regent dels comtats de la Marca i d'Angulema en nom del seu fill Hug XII entre 1250 i 1256.
Iolanda va morir al castell de Bouteville el 10 d'octubre de 1272. Va ser inhumada en companyia de la seva mare a l'abadia Notre-Dame de Villeneuve prop de Nantes.